# Carlo Alfredo Piatti

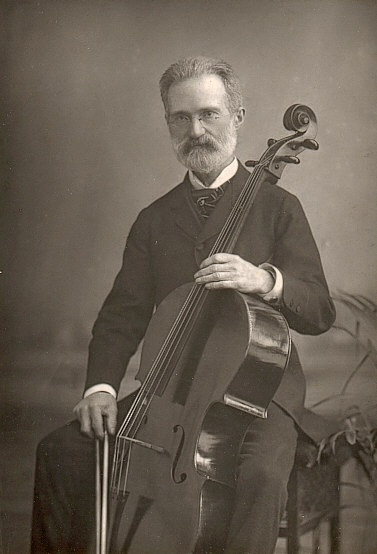
Carlo Alfredo Piatti.

Carlo Alfredo Piatti, född 8 januari 1822 i Bergamo, död 18 juli 1901 i Mozzo, var en italiensk cellist.
Piatti var 1832–37 elev vid konservatoriet i Milano, uppträdde redan 1838 offentligen och konserterade sedan i Italien och Tyskland samt kom 1844 till Paris och London, i vilken sistnämnda stad han vann ett så smickrande bifall, att han fann sig föranlåten att under musiksäsongen regelbundet där nedslå sina bopålar. Åren 1859–97 var han en av stödjepelarna vid där givna konserter för kammarmusik ("popular concerts"). Han ombesörjde utgivandet i nya upplagor av ett större antal äldre kompositioner för stråkinstrument av bland andra Luigi Boccherini och Pietro Locatelli samt komponerade olika verk för sitt instrument samt sånger. En av hans elever var Robert Hausmann.